# Müller (Patrizierfamilie)

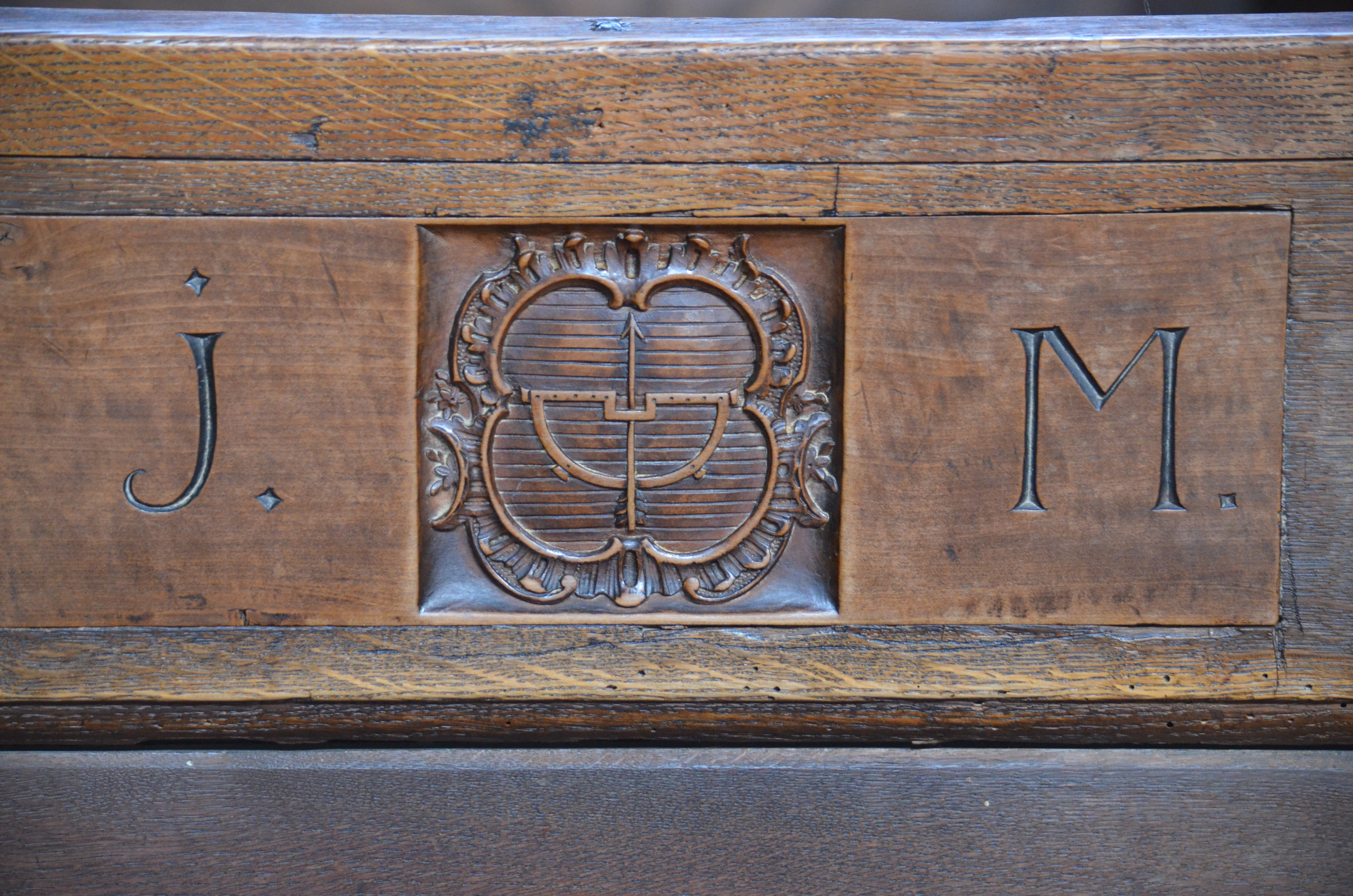
Kirchenortschild im Berner Münster mit dem Wappen der Familie von Müller (mit dem Pfeil), von Johann Friedrich Funk I. (um 1760)

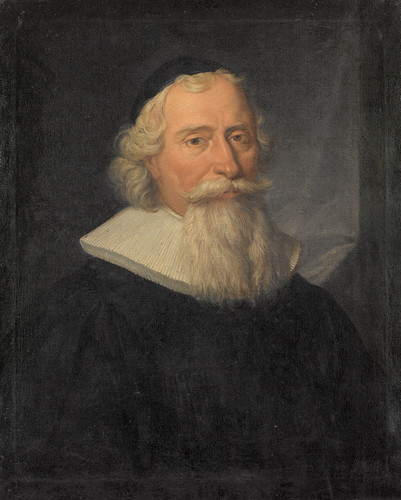
Daniel Müller (1625–1696), Pfarrer zu Nidau, Pfarrer zu Twann, Pfarrer zu Sigriswil, Dekan zu Thun, Bildnis von Johann Rudolf Huber (1693)

Die Familie von Müller, mit dem Pfeil im Wappen, ist eine Berner Patrizierfamilie, die seit 1616 das Burgerrecht der Stadt Bern besitzt.

## Geschichte
Die Müller mit dem Pfeil stammen vom Pfarrer Johann Müller (I.) (1564–1627) ab, der 1616 Burger von Bern wurde. Er war verheiratet mit Barbara Knecht, Tochter des Berner Grossweibels Matthäus Knecht († 1595). Die beiden hatten vier Söhne, von denen drei ebenfalls den Pfarrerberuf ergriffen, Johann Müller (II.) († 1656) war von Beruf Glaser, gelangte in den bernischen Grossen Rat und begründete damit den patrizischen Zweig der Familie, während die Deszendenz seiner Brüder der Geistlichkeit oder dem Handwerk angehörten und daher mehrere Zweige auf verschiedenen Gesellschaften begründeten. Daniel Müller (1664–1748) gelangte als erster des Geschlechts in den bernischen Kleinen Rat. Der spätere Familienzweig von Hofwil lebte zeitweise in Kalkutta, Madras (Chennai), Negroponte (Euböa) und Hermannstadt.
In den Jahren 1715 bis 1794 war Schloss Amsoldingen im Besitz der Familie Müller. Von 1884 bis 2008 waren Angehörige der Familie durch Erbauskauf von der Familie von Fellenberg Besitzer des Schlosses Hofwil. Dort und im zugehörigen Hofwil-Museum befanden sich mehrere Porträts der Familie von Müller. Teile dieser Ahnengalerie befinden sich seit 2008 in der Sammlung der Stiftung Schloss Jegenstorf.

## Personen
- Daniel Müller (1625–1696), Pfarrer zu Nidau, Pfarrer zu Twann, Pfarrer zu Sigriswil, Dekan zu Thun
- Daniel Müller (1664–1748), Landvogt zu Interlaken, Mitglied des Kleinen Rats, Besitzer Schloss Amsoldingen
- Franz Ludwig Müller (I.) (1674–1736), Landvogt im Rheintal, Landvogt in den Freien Ämtern, Stiftschaffner zu Zofingen
- Wolfgang Müller (1695–1755), Ohmgeltner, Landvogt zu Fraubrunnen, Mitglied des Kleinen Rats, Geleitsherr, Besitzer Schloss Amsoldingen
- Franz Ludwig Müller (II.) (1735–1800), Dragonermajor, Rittmeister, Amtsstatthalter zu Schenkenberg, Landvogt zu Erlach
- Johann Rudolf von Müller (1737–1794), Oberst in preussischen Diensten, bernischer Landmajor, Besitzer Schloss Amsoldingen
- Sophia von Müller (1764–1798), Malerin
- Friedrich Rudolf von Müller (1767–1816), Oberst in der Britischen Ostindien-Kompanie
- Karl Friedrich Rudolf von Müller (1810–1884), Grossrat, Lehrer in Hofwil, Gutsbesitzer in Achmetaga und Hofwil
- Eduard Ludwig Gabriel von Müller (1815–1892).[3] Fürsprecher, Regierungsstatthalter zu Interlaken
- Edgar Karl von Müller (1844–1896), Gutsbesitzer in Hofwil (Münchenbuchsee)
- Richard Franz von Müller (1871–1924), Grossrat des Kantons Bern, Gutsbesitzer in Hofwil (Münchenbuchsee)

## Wappen
| Wappen von | Blasonierung: «in Blau über grünem Dreiberg ein halbes goldenes Mühlrad, belegt mit einem senkrechten silbernen Pfeil und überhöht von zwei goldenen Sternen.»                                                |
| Wappen von | Wappenbegründung: Das Wappen wird von der Familie mindestens seit 1648 geführt. Der regierende Familienzweig führte das Wappen zeitweise ohne Dreiberg und Sterne und als weitere Variante nur ohne Dreiberg. |